# 9 de 6
El 9 de 6 és un castell de sis pisos, amb 9 castellers a cada pis. És un castell d'estructura composta, que consta d'un 3 central, amb un 2 (o torre) adossada a cadascuna de les rengles del 3.
És un castell que requereix un gran nombre de castellers, tant a la pinya, com al tronc i a la canalla, i quan les colles disposen d'aquests efectius, prefereixen tirar castells de dificultat superior. Aquest castell també s'ha realitzat amb un i dos pisos més: el 9 de 7, un dels grans castells de la gamma alta de set, i el 9 de 8, considerat de gamma extra.

## Variants
Es pot realitzar de dues formes diferents: amb una o tres enxanetes. En la modalitat d'una enxaneta, que presenta més dificultat, aquesta corona els tres poms de les torres successivament, mentre que a la modalitat de tres enxanetes, més senzilla, cadascuna d'elles corona una torre.

## Colles

### Assolit
Actualment hi ha 15 colles castelleres que han aconseguit descarregar el 9 de 6, les quals totes l'han descarregat al mateix intent que l'han carregat per primera vegada. La taula següent mostra la data (any/mes/dia), diada i plaça en què les colles el carregaren i/o descarregaren per primera vegada:
| N  | Colla                                               | Carregat   | Diada                                   | Plaça                                   | Descarregat | Diada                                   | Plaça                                   |
| -- | --------------------------------------------------- | ---------- | --------------------------------------- | --------------------------------------- | ----------- | --------------------------------------- | --------------------------------------- |
| 1  | Xiquets de Reus                                     | 1985       |                                         |                                         | 1985        |                                         |                                         |
| 2  | Xiquets de Tarragona                                | 1988-11-13 | XIX Diada dels Xiquets de Tarragona     | Tarragona                               | 1988-11-13  | XIX Diada dels Xiquets de Tarragona     | Tarragona                               |
| 3  | Castellers d'Esparreguera                           | 1995-11-26 | II Diada dels Castellers d'Esparreguera | Esparreguera                            | 1995-11-26  | II Diada dels Castellers d'Esparreguera | Esparreguera                            |
| 4  | Castellers de Sabadell                              | 1996       |                                         |                                         | 1996        |                                         |                                         |
| 5  | Castellers de Lleida                                | 1996-11-10 |                                         | Lleida                                  | 1996-11-10  |                                         | Lleida                                  |
| 6  | Castellers de Sant Cugat                            | 1996-11-24 |                                         | Sant Cugat del Vallès                   | 1996-11-24  |                                         | Sant Cugat del Vallès                   |
| 7  | Capgrossos de Mataró                                | 1997-03-08 |                                         | Girona                                  | 1997-03-08  |                                         | Girona                                  |
| 8  | Castellers de Sants                                 | 2000       |                                         |                                         | 2000        |                                         |                                         |
| 9  | Margeners de Guissona                               | 2007-11-03 | I Diada dels Margeners                  | Plaça Major, Guissona                   | 2007-11-03  | I Diada dels Margeners                  | Plaça Major, Guissona                   |
| 10 | Xics de Granollers                                  | 2008-10-18 | X Diada dels Castellers de Mallorca     | Plaça de Cort, Palma, Mallorca          | 2008-10-18  | X Diada dels Castellers de Mallorca     | Plaça de Cort, Palma, Mallorca          |
| 11 | Salats de Súria                                     | 2010-10-16 | III Diada dels Salats                   | Súria                                   | 2010-10-16  | III Diada dels Salats                   | Súria                                   |
| 12 | Moixiganguers d'Igualada                            | 2010-11-14 | Festa Major de Sant Martí de Tous       | Sant Martí de Tous                      | 2010-11-14  | Festa Major de Sant Martí de Tous       | Sant Martí de Tous                      |
| 13 | Castellers de la Sagrada Família (amb una enxaneta) | 2011-11-15 | Diada dels Castellers del Poble Sec     | Carrer de Blai, El Poble-sec, Barcelona | 2011-11-15  | Diada dels Castellers del Poble Sec     | Carrer de Blai, El Poble-sec, Barcelona |
| 14 | Nens del Vendrell                                   |            |                                         |                                         |             |                                         |                                         |
| 15 | Colla Vella dels Xiquets de Valls                   |            |                                         |                                         |             |                                         |                                         |
| 16 | Xiquets de Cambrils                                 | 2016-11-06 | III Trobada Colles del Sud              | Plaça Miquel Martí i Pol de Vila-Seca   | 2016-11-06  | III Trobada Colles del Sud              | Plaça Miquel Martí i Pol de Vila-Seca   |
| 17 | Esperxats de l'Estany                               | 2024-05-18 | X Diada Esperxada                       | Plaça Major de Porqueres                | 2024-05-18  | X Diada Esperxada                       | Plaça Major de Porqueres                |

### No assolit
Actualment hi ha 2 colles castelleres que han intentat el 9 de 6, és a dir, que l'ha assajat i portat a plaça però que no l'ha carregat mai. La taula següent mostra la data (any/mes/dia), diada i plaça en què l'intentaren per primera vegada:
| N | Colla                   | Intent     | Diada                | Plaça              |
| - | ----------------------- | ---------- | -------------------- | ------------------ |
| 1 | Al·lots de Llevant      | 2003-11-30 | Festes de Sa Pobla   | Sa Pobla, Mallorca |
| 2 | Castellers de Santpedor | 2023-09-24 | Fires de Sant Miquel | Santpedor          |